# Herb Heinrichswalde
Herb Heinrichswalde – herb gminy Heinrichswalde stanowi hiszpańską tarczę herbową, na której na srebrnym polu, nad pofalowaną niebieską podstawą ze srebrnym szczupakiem o czarnym konturze, wyrwany czarny dąb z zielonymi liśćmi i owocami, w górnej części nadlatujący czarno-srebrny bielik. 
Herb został zaprojektowany przez Reinera Kummer z Torgelow i zatwierdzony 18 grudnia 1996 przez Ministerstwo Spraw Wewnętrznych (Bundesministerium des Innern, für Bau und Heimat).

## Objaśnienie herbu
Pofalowana, niebieska podstawa symbolizuje jezioro Galenbecker See, do którego zasobów wodnych zalicza się przede wszystkim szczupak. Dąb z jednej strony jako mówiący znak stanowi obrazowe odniesienie części nazwy miejscowości (Eiche = dąb), z drugiej zaś strony oznacza otaczający gminę las. Bielik oznacza gatunek orła gniazdującego na terenie gminy..